# 羅德里戈·杜特爾特逮捕行動
2025年3月11日，菲律賓前總統罗德里戈·杜特尔特因被國際刑事法院指控犯下危害人類罪，在菲律賓國家警察與國際刑警組織的協助下被逮捕。杜特爾特當天從香港返回馬尼拉，抵達尼諾伊·阿基諾國際機場時隨即被逮捕。他此前曾在香港參加一場政治集會。逮捕令執行後，杜特爾特被帶往維拉莫爾空軍基地，並被押送至荷蘭海牙，準備接受審判。
杜特爾特被控危害人類罪，指控內容涵蓋他在擔任達沃市市長及菲律賓總統期間涉及的大規模法外處決行為（菲律賓於2019年退出《羅馬規約》，國際刑事法院對杜特爾特其後行為應無管轄權）。他是菲律賓歷史上第四名遭到起訴並被逮捕的前總統，前例包括1945年的何塞·帕西亞諾·勞雷爾、2001年的约瑟夫·埃斯特拉达及2011年的格洛麗亞·阿羅約。此外，他不僅是首名遭國際法庭起訴的菲律賓總統，也成為首名在國際法庭起訴受審的亞洲國家領導人。

## 背景

### 國際刑事法院啟動調查
羅德里戈·杜特爾特因涉嫌危害人類罪而受到國際刑事法院調查。調查範圍包括他與達沃行刑隊的關聯，該組織自1990年代以來估計已殺害至少千人。此外，調查還涵蓋他在總統任內針對涉嫌販毒者及吸毒者的法外處決行為，直至杜特爾特執政期間退出國際刑事法院，但該法院仍繼續針對其罪行進行調查。
2017年，菲律賓律師裘德·薩比奧向國際刑事法院提交了一份77頁的文件，標題為《菲律賓的大規模謀殺情勢》，指控杜特爾特及另外11名官員涉及大規模謀殺與危害人類罪。同年，時任參議員安东尼奥·特里兰尼斯和由時任眾議員加里·阿萊哈諾領導的馬格達洛黨團成員進一步提交一份45頁的補充控訴書，要求對杜特爾特增列危害人類罪的指控。
國際刑事法院的調查管轄範圍僅限於菲律賓仍為《羅馬規約》成員國的時期，即2011年11月1日至2019年3月16日，涵蓋杜特爾特任內近三年，這段期間正是菲律賓禁毒戰爭最激烈的時期。菲律賓大理院在2021年裁決中指出，儘管菲律賓已退出《羅馬規約》，但仍有義務配合國際刑事法院訴訟程序。之後，菲律賓政府宣佈，儘管不承認國際刑事法院的管轄權，但若杜特爾特被起訴，仍會將其引渡受審。

### 小费迪南德·馬可斯執政下的態度變化
在菲律賓總統小费迪南德·馬可斯執政期間，菲律賓政府始終不願與國際刑事法院調查合作。然而，至2024年，政府態度略有鬆動，表示無法阻止國際調查人員獨立展開行動。
2024年11月，菲律賓政府在重申其不承認國際刑事法院管轄權的同時，首次明確表示，若杜特爾特被正式起訴，菲律賓將基於對國際刑警組織的國際義務，配合引渡程序，將杜特爾特交給國際刑事法院。

## 事件

### 逮捕令的簽發
國際刑事法院第一預審分庭於2025年3月7日在海牙簽發對羅德里戈·杜特爾特的逮捕令，由首席法官尤利婭·莫托克（Iulia Motoc）及法官雷內·阿拉皮尼-甘蘇（Reine Alapini-Gansou）、索科羅·弗洛雷斯·列拉（Socorro Flores Liera）聯合簽署。簽發後，國際刑事法院隨即聯絡國際刑警組織，請求協助執行該逮捕令。
早在杜特爾特飛往香港前，外界已有傳言稱國際刑警組織可能會對他發出逮捕令，但該消息並未立即獲得官方證實。直到逮捕行動完成數小時後，菲律賓總統通訊辦公室才透過新聞稿正式對外公佈。
在後續的記者會上，菲律賓總統邦邦·馬可斯透露，該逮捕令於菲律賓標準時間（UTC+8）2025年3月11日凌晨3時透過國際刑警組織馬尼拉辦公室送達菲律賓總統辦公室，隨後政府便與菲律賓國家警察協調，正式展開逮捕行動。

### 香港菲律賓民主黨集會
2025年3月7日，杜特爾特飛往香港，參加菲律宾民主党的競選集會，為該黨參議員候選人助選。他的女兒、菲律賓副總統莎拉·杜特尔特也於稍後抵達香港，與父親一同出席。
3月8日，據香港英文報紙《英文虎報》報導指，杜特爾特被目擊現身銅鑼灣，當時正值外界盛傳國際刑事法院已對他發出逮捕令。當時，菲律賓政府未證實國際刑事法院是否真的簽發逮捕令，但發表聲明表示：「若國際刑警組織要求政府提供必要協助，政府將履行義務」，並強調「已為任何可能的情況做好準備。」
從3月10日至3月11日上午，菲律賓政府在達沃市的達沃國際機場、邦板牙省克拉克自由港區及馬尼拉大都會部署數百名警力，以應對一起涉及重要人物但未公開的逮捕行動。外界普遍猜測，警方的目標正是即將從香港返國的杜特爾特。
外界有杜特爾特向中華人民共和國提出过政治庇護请求等传言，莎拉·杜特爾特就此事表示，其父在訪問期間未與中方官員接觸；3月24日，中国外交部表示，未收到杜特尔特前总统及其家人向中国政府寻求庇护的申请。

### 逮捕
2025年3月11日，菲律賓警方在尼諾伊·亞基諾國際機場部署大批警力，準備應對杜特爾特返國。當地時間9時20分，杜特爾特搭乘國泰航空CX907航班抵達馬尼拉，剛踏入機場即遭警方逮捕。
負責執行逮捕令的是退役將軍安東尼·阿爾坎塔拉（Anthony Alcantara），他同時擔任菲律賓跨國犯罪中心執行主任及跨國犯罪事務特使，代表司法部檢察總長行動。當杜特爾特被警方拘留時，他的律師、助理及醫生均遭到阻攔，無法靠近他。
逮捕過程中，杜特爾特的伴侶霍尼萊特·阿萬塞尼亞（Honeylet Avanceña）企圖阻止警方將其帶走，而他的女兒維羅妮卡則在Instagram直播整個過程，記錄菲律賓國家警察和刑事調查與偵查小組對杜特爾特的逮捕行動。在直播中，維羅妮卡指責警方「濫權」，並聲稱他們並未出示正式逮捕令。他的長女、副總統莎拉發表聲明，強烈譴責對其父親的拘留，稱此舉是「對我國主權的公然侵犯，更是對所有堅信菲律賓獨立的國民的侮辱」。
菲律賓國家警察已下令全國各區警隊及國家級部門自3月11日起進入高度戒備狀態，以應對杜特爾特遭逮捕後可能引發的抗議活動及社會動盪。

### 拘留與引渡至海牙
杜特爾特遭逮捕後，被關押在維拉莫爾空軍基地。稍後，他的長期助理、參議員克里斯多福·吳（Bong Go）及私人醫師阿格尼絲·德爾羅薩里奧為他送去食物。吳表示，這是依據杜特爾特本人及其女兒維羅妮卡的請求。
與此同時，杜特爾特之子、達沃市市長賽巴斯蒂安·杜特爾特（Sebastian Duterte）在Facebook上指控，父親在拘留期間未獲醫療照護，且政府強行要求他登機，卻未透露目的地。對此，菲律賓政府則回應稱，杜特爾特狀況良好。
當地時間23時03分，政府包機RP-C5219自馬尼拉起飛，機上載有杜特爾特、其法律顧問薩爾瓦多·梅迪亞德亞（Salvador Medialdea）及隨行人員。菲律賓總統邦邦·馬可斯隨後在記者會上證實，該航班最終目的地為荷蘭海牙，杜特爾特將在國際刑事法院受審，面對危害人類罪的指控。
荷蘭時間3月12日16時54分，載有杜特爾特的包機在鹿特丹海牙機場降落，杜特爾特其後被押解到聯合國拘留所候審。莎拉·杜特爾特趕往海牙跟進父親的國際刑事法院案件。

## 抗議

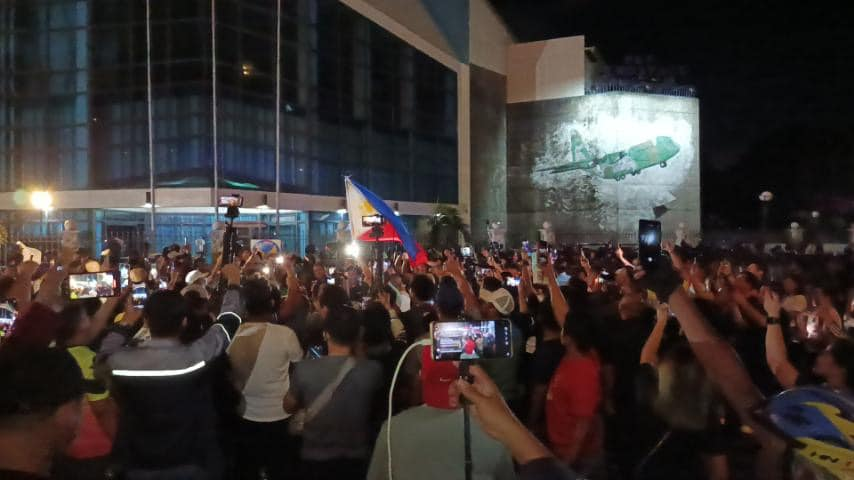
2025年3月11日，杜特爾特的支持者在維拉莫爾空軍基地外抗議他被捕。

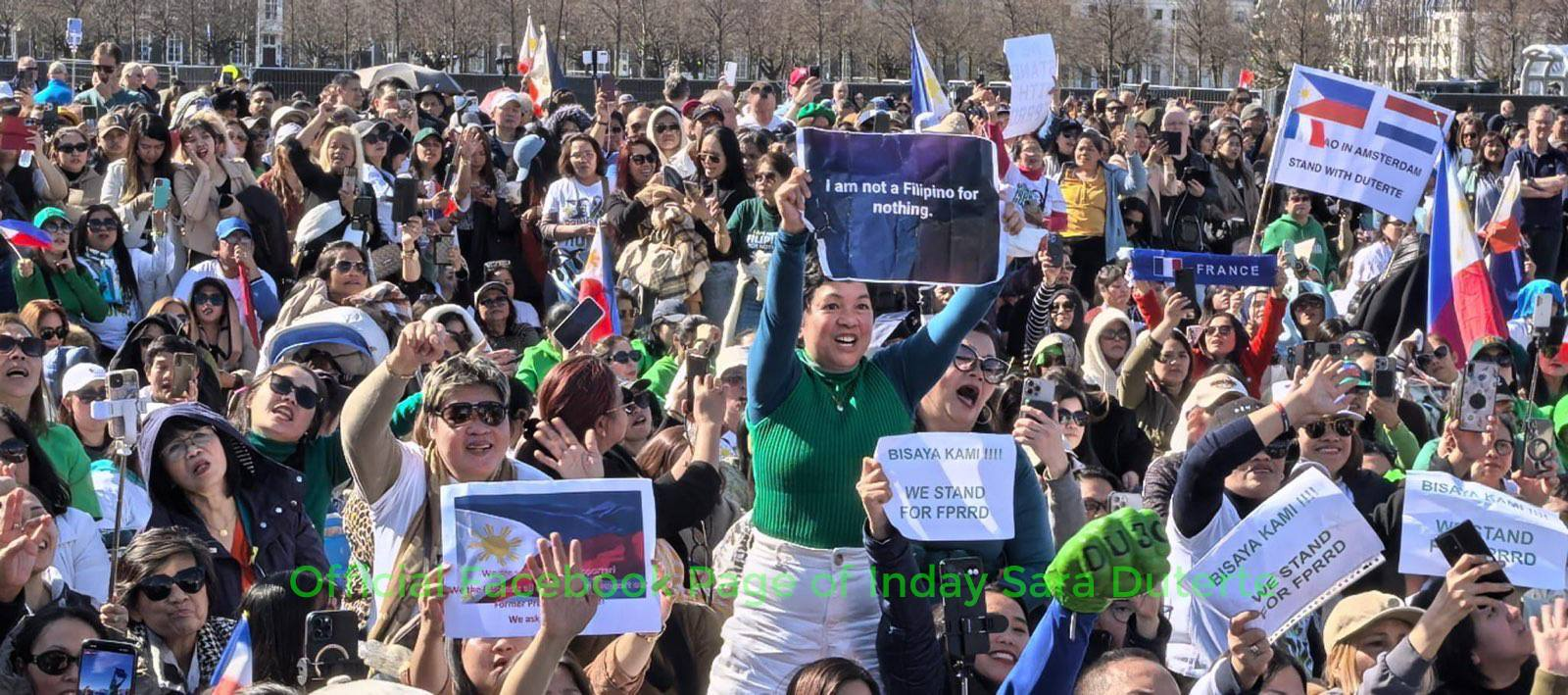
来自欧洲的五千多名支持者于2025年3月23日在海牙的马利维尔德举行集会，抗议逮捕罗德里戈·杜特尔特。

杜特爾特被逮捕後，許多民眾聚集在維拉莫爾空軍基地外，抗議政府的逮捕行動，並對當局表達不滿。與此同時，杜特爾特的支持者在達沃市黎剎公園舉行燭光集會，現場聚集數百人，包括市政府官員、區長及市議員。
另一方面，新爱国联盟聯合多個進步派團體，以及杜特爾特執政期間法外處決受害者的家屬，在奎松市歡迎圓環舉行抗議，要求當局將杜特爾特送上法庭，為其罪行負責。該抗議活動於杜特爾特被逮捕當日下午展開。

## 反應

### 前杜特蒂政府官員和盟友
杜特爾特的前首席總統法律顧問暨發言人薩爾瓦多·帕內洛（Salvador Panelo）指控，此次逮捕「非法」，理由是菲律賓已退出國際刑事法院，不再受其管轄。然而，菲律賓大理院先前曾裁定，針對菲律賓正式退出國際刑事法院前發生的案件，該國仍有義務配合調查。
菲律賓副總統、杜特爾特之女莎拉·杜特爾特則在宣佈父親將被引渡至國際刑事法院時，公開批評政府的行動。

### 人權倡議者
另一方面，受害者家屬對杜特爾特的逮捕表示歡迎。代表受害者的律師內里·科梅納雷斯（Neri Colmenares）認為，此次逮捕是「正面的進展」，不僅傳達出強烈訊號，也是在伸張正義的道路上邁出重要一步。
曾因毒品指控遭杜特爾特政府監禁、後來獲判無罪的反對派領袖、前參議員萊拉·德利馬（Leila de Lima），對杜特爾特的逮捕表達支持。她表示：「……當初我站上法庭，因為我光明磊落，無所畏懼。如今，輪到杜特爾特來面對法律，他不能只在輿論場上交代，而必須在真正的法治下接受審判。」
前參議員、長期批評杜特爾特的參議員安東尼奧·特里蘭尼斯形容此次逮捕是「向正義邁出的第一步」，讓無數因掃毒戰爭喪命的受害者終於有機會討回公道。他還對杜特爾特發出呼籲：「是時候淨化你的靈魂了。」特里蘭尼斯與馬格達洛黨團成員早在2017年便已向國際刑事法院提起對杜特爾特的刑事指控。
曾任聯合國「法外處決、即決處決及任意處決」問題特別報告員，並曾調查菲律賓人權狀況的國際特赦組織秘書長阿涅斯·卡拉馬爾則稱，這次逮捕是「正義進程中的歷史性一步」。

### 國際
- 中华人民共和国：3月11日，中華人民共和國外交部發言人毛寧表示，“中方注意到有关消息，并正密切关注事态发展”，并重申，“中国一贯主张国际刑事法院应严格遵循补充性管辖原则，依法审慎行使职权，避免政治化和双重标准。”[49]
- 马来西亚：前首相马哈迪·莫哈末批评国际刑事法院（ICC）在处理杜特尔特案件时存在双重标准。他质疑，为什么ICC会对杜特尔特采取行动，却似乎没有对以色列总理本雅明·内塔尼亚胡采取类似措施。马哈迪表示：“国际法只适用于那些没有足够力量去抵抗或否认ICC权利的人。”[50]
- 联合国：在記者會上，聯合國人權事務高級專員辦事處發言人拉維納·沙姆達薩尼指出，聯合國「長期以來一直關注並記錄菲律賓所謂『毒品戰爭』對人權造成的嚴重衝擊」[51]。